# Brightwater
Brightwater ist ein kleiner Ort im Tasman District auf der Südinsel von Neuseeland.

## Namensherkunft
Der Ortsname geht auf Alfred Saunders zurück, der als erster Siedler der Gegend einer Legende nach 1855 das klare Wasser des Flusses Wairoa River als Inspiration für den Namen des Ortes nahm. Einer anderen legende nach entstammt der Name einem damals populären Lied „Bright Water“, das propagierte, dass man nichtalkoholische Getränke dem Alkohol vorziehen sollte.

## Geographie
Der Ort befindet sich rund 20 km südwestlich von Nelson an den Ufern des Wairoa River. Durch den Ort führt der New Zealand State Highway 6, der Brightwater mit Wakefield im Südwesten und Nelson im Nordosten verbindet.

## Geschichte
Das Gebiet um Brightwater wurde bereits 1843 von Europäern besiedelt, die in Spring Grove ihren Ursprung hatte, als der Siedler Alfred Saunders eine Flachsmühle errichtete.

## Bevölkerung
Zum Zensus im Jahr 2013 wurden in Brightwater 1749 Einwohner gezählt, 2,5 % weniger als noch sieben Jahre zuvor.

## Wirtschaft
Die wichtigsten Wirtschaftszweige des Ortes sind Farmwirtschaft, Milchwirtschaft, Weinbau, Obstbau und Holzverarbeitung. Um den Ort herum liegen mehrere Weingüter. Des Weiteren gibt es in Brightwater auch eine Kunstschmiede und eine Töpferei.

## Sport und Freizeit
Brightwaters wichtigstes Erholungsgebiet ist die Brightwater Domain mit Stadthalle, Skatepark, Kinderspielplatz, Tennisplätzen und mehreren Spielfeldern für Ballspiele. Die wichtigste Sportmannschaft ist das Rugbyteam Goldpine Wanderers, das von dem ortsansässigen holzverarbeitenden Unternehmen Goldpine gesponsert wird.

## Bildung
Brightwater hat eine Grundschule, die Brightwater School. Die 1888 gegründete Schule hatte 2010 278 Schüler der ersten bis sechsten Klasse.

## Persönlichkeiten
- Ernest Rutherford (1871–1937), Brightwater ist der Geburtsort des Atomphysikers und Nobelpreisträgers. In dem Ort wurde ihm eine Gedenkstätte errichtet.

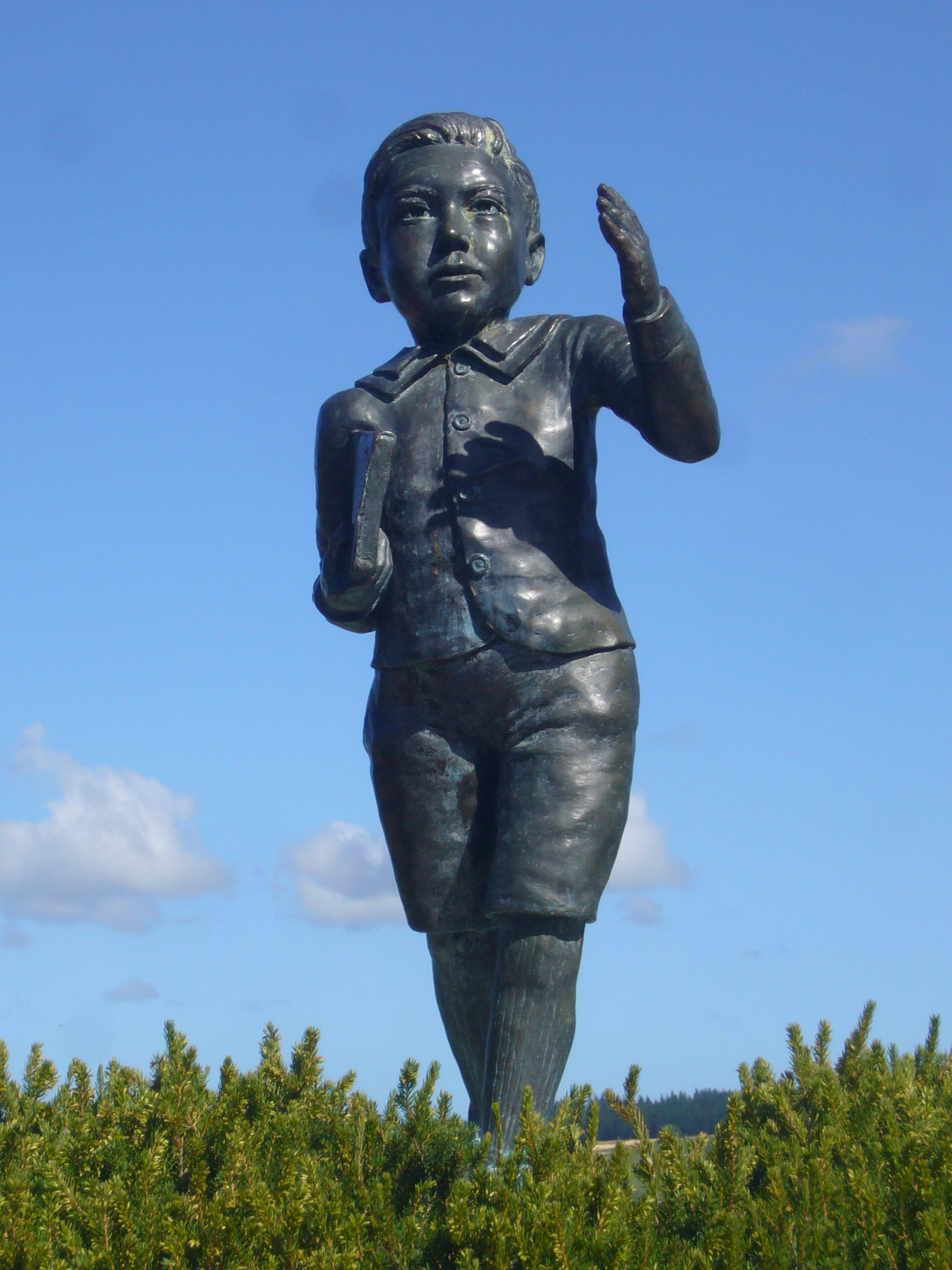
Statue von Rutherford in der Rutherford-Gedenkstätte
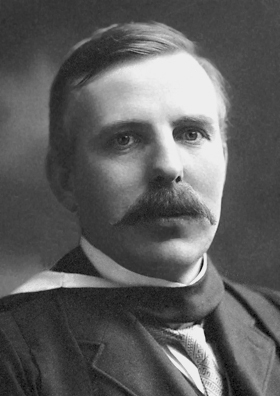
Ernest Rutherford 1908
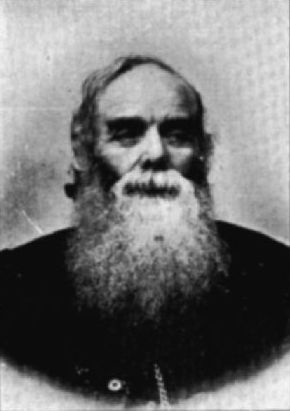
Alfred Saunders

## Baudenkmale
der Ort besitzt mehrere vom New Zealand Historic Places Trust (NZHPT) registrierte Baudenkmale.